# John Trent (regisseur)
John Trent (Londen, 1935 - Snelgrove, 3 juni 1983) was een Britse filmregisseur en -producer die in 1961 emigreerde naar Canada. Hij stierf in een ongeval veroorzaakt door een politieauto.

## Filmografie
| Jaar | Titel                                     | Opmerking    |
| ---- | ----------------------------------------- | ------------ |
| 1969 | The Bushbaby                              | producer     |
| 1970 | Homer                                     |              |
| 1972 | The Whiteoaks of Jalna                    | co-producer  |
| 1974 | Deathdream                                | Producer     |
| 1974 | Sunday in the Country                     |              |
| 1975 | It Seemed Like a Good Idea at the Time    | co-schrijver |
| 1976 | Find The Lady                             | co-schrijver |
| 1979 | Riel                                      | Producer     |
| 1980 | Middle Age Crazy                          |              |
| 1981 | Freddie the Freeloader's Christmas Dinner |              |

- Biblioteca Nacional de España: XX1455738
- Bibliothèque nationale de France: cb14066755m (data)
- International Standard Name Identifier: 0000 0000 5934 6154
- Library of Congress Control Number: no2003004740
- Istituto Centrale per il Catalogo Unico: MODV680154
- Virtual International Authority File: 14450438
- WorldCat: E39PBJwtrV7mrQPxKwtC8qq84q